# Craneiobia
Craneiobia is een muggengeslacht uit de familie van de galmuggen (Cecidomyiidae).

## Soorten
- C. corni  - kornoeljegalmug (Giraud, 1863)
- C. tuba (Stebbins, 1910)